# Harriet l'espionne : La Guerre des blogs
Série
Harriet la petite espionne
(1996)
Pour plus de détails, voir Fiche technique et Distribution.
Harriet l'espionne : La Guerre des blogs (Harriet the Spy : Blog Wars) est un téléfilm américain réalisé par Ron Oliver et diffusé pour la première fois en 2010.
C'est un hors-série de la collection des Disney Channel Original Movie

## Synopsis
Une véritable guerre des blogs se déclare lorsque Harriet, jeune espionne, et la populaire Marion Hawthorne décident de concourir pour le poste de blogueuse officielle de leur classe. Harriet fait tout pour l'être.

## Fiche technique
- Titre original : Harriet The Spy : Blog Wars
- Titre français : Harriet l'espionne : La Guerre des blogs
- Réalisation : Ron Oliver
- Scénario : Alexandra Clarke et Heather Conkie, d'après Louise Fitzhugh
- Direction artistique : Greg Chown
- Décors : Gavin Mitchell
- Costumes : Joanne Hansen
- Décors : Carol Lavoie
- Montage : Ben Wilkinson
- Musique : Trevor Yuile
- Production : Jonathan Hackett
- Sociétés de production : 9 Story Entertainment - Disney Channel
- Sociétés de distribution : Disney Channel
- Pays d’origine : États-Unis
- Langue : anglais
- Format : Couleur - 35 mm - 16/9 - son stéréo
- Genre : Comédie
- Dates de première diffusion :  États-Unis : 26 mars 2010 ;  France : 27 octobre 2010 ;

## Distribution
- Jennifer Stone (VF : Céline Ronté) : Harriet M. Welsch
- Shauna MacDonald : Violetta Welsch
- Aislinn Paul : Beth Ellen
- Vanessa Morgan (VF : Dominique Wagner) : Marion Hawthorne
- Kristin Booth : Golly
- Danny Smith : Tim
- Kristi Angus : Tiffany St. John
- Alexander Conti : Simon « Sport »
- Peter Mooney : Lazaar
- Wesley Morgan : Skander Hill
- Doug Murray : Roger Welsch
- Adam Chuckryk : Preston St John
- Ann Turnbull : Ms Finch
- Kiana Madeira : Rachel Hennessy
- Craig Brown: Steven
- Melinda Shankar : Jenni